# Schluff

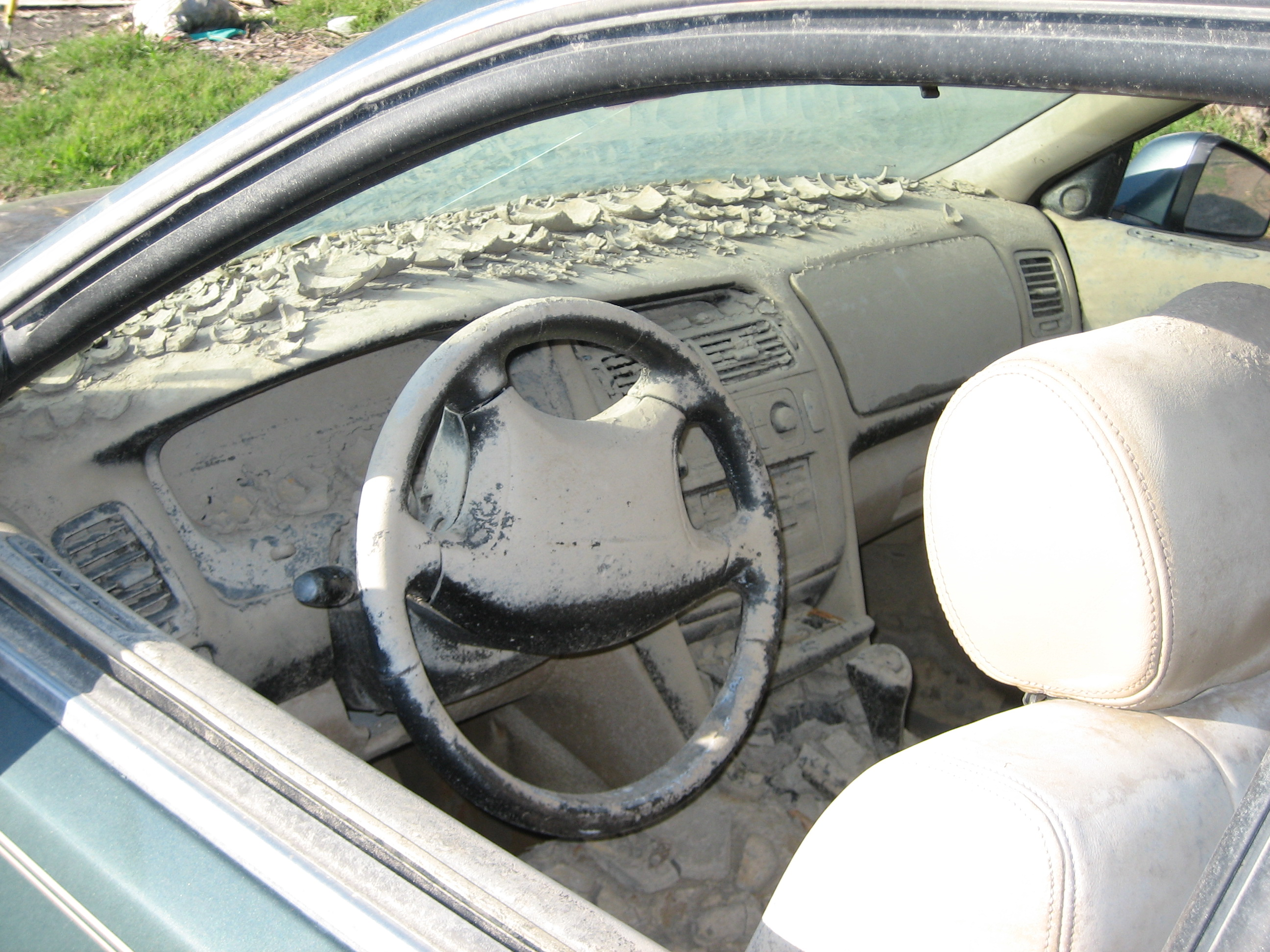
Schluffpartikel sind so feinkörnig, dass sie, wie Tonpartikel, auch bei geringen Turbulenzen lange in Suspension bleiben können. Sie finden sich daher unter anderem in typischen Schwemmlandsedimenten in relativ großer Entfernung zum eigentlichen Flussbett. Das Foto zeigt das mit schluffig-tonigem Material überzogene Innere eines Autos, das von einem Deichbruch des Mississippi im Zusammenhang mit dem Hurrikan Katrina betroffen war.

Unter Schluff (geologisch auch Silt) versteht man Feinböden unterschiedlicher Abkunft sowie unverfestigte klastische Sedimente, deren mineralische Bestandteile überwiegend (d. h. mehr als die Hälfte) eine Korngröße von 2 bis 63 Mikrometer aufweisen. Schluff und Silt sind zugleich auch die Bezeichnungen für das entsprechende Korngrößenintervall, das eine Mittelstellung zwischen dem gröberen Sand und dem feineren Ton einnimmt. Partikel in Schluffgröße sind in hohem Maße in den bindigen Böden bzw. Sedimenten enthalten, die als Lehm bezeichnet werden. Als Kurzbezeichnung für die Korngröße Schluff dient ein großes „U“. In den Geowissenschaften werden klastische Sedimentgesteine mit einer Dominanz von Korngrößen im Schluffbereich Schluff- oder Siltsteine genannt.

## Korngrößenbestimmung im Gelände
Schluffkörner sind so klein, dass sie weder mit dem bloßen Auge noch mit der Lupe einzeln auflösbar sind. Eine Unterscheidung zwischen Schluff- und Tonpartikeln ist daher optisch im Gelände nicht möglich. Allerdings gilt, dass aufgrund der speziellen Eigenschaften der jeweiligen Minerale Schluffpartikel in der Regel aus relativ harten Mineralen, meist Quarz, bestehen, während Tonpartikel aus den viel weicheren Tonmineralen bestehen. Bei der provisorischen Untersuchung von schwach bis moderat verfestigten Sedimentgesteinen während der geologischen und bodenkundlichen Gelände- und Feldarbeit kann daher eine Unterscheidung von Schluffstein oder schluffigem Tonstein und reinem Tonstein durch die Knirschprobe erfolgen. Hierbei wird ein sehr kleines Eckchen des betreffenden Gesteins abgebissen und gekaut. Ein charakteristisches Knirschen des Gesteins zwischen den Zähnen zeigt das Vorhandensein von Schluff im beprobten Gestein an.
Die Abgrenzung von schluffigen zu tonigen Feinböden bzw. unverfestigten Sedimenten erfolgt im Gelände mittels Fingerprobe. Anders als relativ reiner Ton ist feuchter Schluff oder schluffreicher Ton zwischen den Fingern nur mäßig formbar. Außerdem wird durch die größere Korngröße das Licht diffuser reflektiert, so dass das Material beim Verreiben zwischen den Fingerkuppen nicht fettig glänzt, wie es für relativ reinen Ton typisch ist.

## Untergliederung der Korngröße Schluff
Die Korngröße Schluff bzw. Silt ist durch die Norm EN ISO 14688 definiert, die 2002 die DIN 4022 abgelöst hat. Unterteilt wird hierbei in Fein-, Mittel- und Grobschluff.
| Schluff (Silt) (U/Si) | Feinschluff (fU/FSi)   | 2 bis 6,3 µm  |
| Schluff (Silt) (U/Si) | Mittelschluff (mU/MSi) | 6,3 bis 20 µm |
| Schluff (Silt) (U/Si) | Grobschluff (gU/CSi)   | 20 bis 63 µm  |

Da bei der Korngrößenanalyse eines Sedimentes oder Bodens im Labor die Abtrennung der Silt- von der Tonfraktion sowie die Trennung der Unterfraktionen der Siltfraktionen aufgrund der geringen Korngrößen nicht durch Sieben erfolgen kann, sondern durch Schlämmen erfolgen muss, werden Ton- und Siltpartikel in diesem Zusammenhang unter dem Begriff Schlämmkorn verstanden.
Die international zur Einteilung der Sedimente verwendete Wentworth-Skala basiert auf dem Logarithmus zur Basis 2, die Klassifikation nach EN ISO bzw. DIN dagegen auf dem dekadischen Logarithmus. Damit erreichen die letztgenannten Normen, dass auf einer logarithmischen Korngrößenskala die Abstände im wichtigen Bereich von 2 µm bis 20 mm gleich sind. Als Konsequenz weichen die Grenzen der Kornklassen der beiden Systeme voneinander ab. Nach der Wentworth-Skala hat der Silt eine Korngröße von 4 bis 63 µm (gerundet). Daher ist bei Verwendung von Literatur aus unterschiedlichen Quellen auf das jeweilig zugrunde liegende Bezugssystem zu achten.

## Klassifikation schluffhaltiger Sedimente
Alle klastischen Sedimente, deren Körner mehrheitlich im Größenbereich von Schluff bzw. Silt liegen, werden als Schluffe bzw. Silte bezeichnet. Je nachdem, welche der Schluff-Korngröße dominiert, kann analog zu den entsprechenden Korngrößenbezeichnungen zwischen Fein-, Mittel- und Grobschluffen unterschieden werden. Fein- und Mittelschluffe gehören gemeinsam mit den Tonsedimenten zu den Peliten, Grobschluffe werden gemeinsam mit den Sanden zu den Psammiten gerechnet. In Sedimenten mit hohem Ton- und Schluffanteil sind nomenklatorische Abstufungen wie Schluffton (Ton dominiert noch), Tonschluff (Schluff dominiert schon) und toniger Schluff (Schluff dominiert deutlich) möglich.
Ein relativ stark verfestigtes klastisches Sedimentgestein, das überwiegend aus schluffigem Korn besteht, wird als Schluffstein (Siltstein) bezeichnet. In der englischen Nomenklatur werden alle klastischen Sedimentgesteine, in denen Korngrößen unterhalb der von Feinsand dominieren, als Mudstones oder Mudrocks („Schlamm[ge]steine“) zusammengefasst.
Feinkörnige, dichte Karbonatgesteine können als Kalkschluff, Dolomitschluff usw. klassifiziert werden, wobei zu beachten ist, dass Karbonatpartikel dieser Größenordnungen in aller Regel nicht klastisch sind, sondern im Ablagerungsraum („in situ“) durch Organismen erzeugt werden (Bioerosion, aktive Abscheidung von Kalziumkarbonat durch Einzeller), wenngleich natürlich eine nachträgliche Umlagerung dieser Partikel stattfinden kann.